# Die schwarzen Teufel von Bagdad
Die schwarzen Teufel von Bagdad ist ein US-amerikanischer Abenteuerfilm nach Motiven aus Tausendundeiner Nacht aus dem Jahr 1949 von Charles Lamont. Die Hauptrollen spielten Maureen O’Hara, Paul Hubschmid, der das Pseudonym Paul Christian nutzte, und Vincent Price. Der Film wurde von Universal-International Pictures produziert.

## Handlung
Prinzessin Marjan, Tochter eines Beduinenscheichs, kehrt nach langem Aufenthalt in England in ihre Heimat zurück. Sie und ihr Gefolge werden vom Gouverneur Pascha Ali Nadim eskortiert. Sie werden von rebellischen Beduinen in schwarzen Gewändern aufgehalten, die die Bewaffnung der Eskorte einsammelt und dann flieht. Ali Nadim reitet nach Bagdad, um den Überfall zu melden, so dass Marjan auf sich alleine gestellt ist. Marjan erreicht das Lager ihres Vaters. Sie wird von dessen Berater Mohammed Jad begrüßt. Von ihm erfährt sie, dass ihr Vater von den aufständischen Beduinen getötet wurde. Prinz Ahmed Khabar, der Sohn eines Emirs, sei der mutmaßliche Anführer der Rebellen und für den Tod des Scheichs verantwortlich. Marjan schwört Rache und reitet nach Bagdad. 
Marjan weiß nicht, dass der beschuldigte Prinz Ahmed während des Überfalls als Kameltreiber Hassan zu ihrer Eskorte gehörte. Nun diskutiert er mit seinem Cousin Prinz Razul über die Rebellen. Razul glaubt, dass Ahmed mit den Rebellen zusammenarbeitet und will ihn überzeugen, nach Konstantinopel zu reisen, um dort vor Gericht auszusagen. Ahmed lehnt ab.  Razul informiert den Pascha, der den Tod Ahmeds anordnet. Der Pascha empfängt Marjan, die sich unter seinen Schutz in der Zitadelle von Bagdad begibt.
Ahmed kann den Mordanschlägen entkommen. Als Juwelenhändler Hassan begibt er sich in ein Kaffeehaus, das auch Razul und der Pascha in Begleitung von Marjan besuchen. Der Pascha kauft von Hassan Juwelen, die er Marjan schenkt. Um mehr über die Rebellen herauszufinden, will sich Marjan als Sängerin in dem Kaffeehaus verdingen. Später schleicht sich Marjan aus der Zitadelle und übergibt die Juwelen an Jad. Wieder begegnet sie Ahmed, der diesmal als Bettler verkleidet ist. Sie erkennt ihn jedoch nicht. Zurück in der Zitadelle entlockt sie dem liebeshungrigen Pascha das Versprechen, dass die Beduinen ihres Stammes den Prinzen töten dürfen. 
Ahmeds Vater und andere Stammesälteste erscheinen in der Zitadelle. Sie beschließen, dass Ahmed sich in Konstantinopel zu verantworten hat. Die wütende Marjan nennt den Pascha einen Feigling,  der sie daraufhin schlägt. Jad greift den Pascha an, wird aber von angreifenden Rebellen, die von Razul angeführt werden, gehindert, ihn zu töten. In dem entstehenden Chaos können Marjan und Jad Ahmed in ihr Lager entführen. Marjan plant Ahmeds Hinrichtung, als der Pascha mit seinen Männern, dem Emir und Razul in einer nahen Oase ankommen. Marjan sieht, dass Razul den Hengst von ihrem Vater reitet. Ahmed vermutet, dass Razul der Mörder ihres Vaters sei, doch Marjan verlangt eindeutige Beweise.
Marjan, Jad und Ahmed stoßen auf eine Gruppe Zigeuner. Sie bekommen Kleidung und verkleiden sich. Marjan flirtet mit den Männern des Paschas und stellt fest, dass es sich um Rebellen handelt. Durch Informationen, die sie den Männern entlockt, wird klar, dass Razul die Stammesältesten umbringen will. Marjan kann die Vorräte der Rebellen mit einigen Pflanzensäften vergiften. Als den Männern schlecht wird und Marjan entdeckt wird, flieht Ahmed und reitet zu seinem Stamm. Der Pascha will wissen, wohin er geflohen ist und beginnt, die Zigeuner hinzurichten. Gerade als Marjan an der Reihe ist, erscheint Ahmed mit den Kriegern seines Stammes. Ahmed tötet Razul, die Rebellen werden besiegt. Die dankbare Marjan küsst Ahmed.

## Produktion

### Hintergrund
Gedreht wurde der Film vom 19. Mai bis Anfang Juli 1949 in Santa Clarita, in den Alabama Hills sowie in den Universal-Studios in Universal City.

### Stab
Alexander Golitzen und Bernard Herzbrun waren die Art Directors, John P. Austin und Russell A. Gausman die Szenenbildner. Leslie I. Carey und Glenn E. Anderson waren für den Ton verantwortlich, Bud Westmore und Emile LaVigne für das Make-up. Als Regieassistent arbeitete Jesse Hibbs.

### Besetzung
In kleinen nicht im Abspann erwähnten Nebenrollen traten Trevor Bardette und Dewey Robinson auf.
Der Schweizer Paul Hubschmid spielte hier das erste Mal in einem Hollywoodfilm mit. Da der Name Hubschmid für Amerikaner schwer auszusprechen ist, spielte er unter dem Pseudonym Paul Christian.

## Synchronisation
Unter der Dialogregie von Konrad Wagner entstand bei der Berliner Synchron GmbH Wenzel Lüdecke die deutsche Synchronfassung nach einem Dialogbuch von Thomas Engel.
| Rolle            | Schauspieler   | Deutscher Synchronsprecher |
| ---------------- | -------------- | -------------------------- |
| Marjan           | Maureen O’Hara | Tilly Lauenstein           |
| Hassan           | Paul Christian | Wolfgang Borchert          |
| Pascha Ali Nadim | Vincent Price  | O. E. Hasse                |
| Saleel           | Frank Puglia   | Paul Wagner                |

## Veröffentlichung
Die Premiere des Films fand am 23. November 1949 statt. In der Bundesrepublik Deutschland kam er am 24. August 1951 in die Kinos, in Österreich bereits am 6. Oktober 1950.
In Deutschland wurde der Film zudem unter den Titeln Bagdad, Die Prinzessin der Wüste, Die Prinzessin in der Wüste und Die Schwarzmäntel gezeigt.

## Historische Unwahrheiten
Zu Beginn des Films wird erklärt, dass Bagdad 5000 Jahre alt sei und der Legende nach von Adam und Eva gegründet wurde. Tatsächlich wurde Bagdad erst im Jahr 762 unter dem Abbasiden-Kalif al-Mansur gegründet.

## Kritiken
Das Lexikon des internationalen Films schrieb: „Etwas reißerisch aufgemachter Abenteuerfilm, der Motive aus 1001 Nacht in pompöser Ausstattung aufzugreifen versucht.“
Das Portal Kino.de befand: „Ende der vierziger Jahre entstandenes, orientalisches Abenteuer, das sich reinsten Hollywood-Eskapismus auf die Fahnen geschrieben hat. Unter diesem Gesichtspunkt sollte dann auch nicht weiter störend sein, dass Maureen O’Hara mit ihrer roten Mähne und weißen Haut nicht unbedingt gängigen Vorstellungen orientalischer Schönheiten entspricht. Ihr Herz erobern darf der Schweizer Paul Hubschmid, der hier unter dem Pseudonym Paul Christian agierte. Vincent Price lässt als zwielichtiger Pascha keine Gelegenheit zur Übertreibung aus.“
Tzveta Bozadijeva vom Portal filmreporter.de urteilte: „Die Bilder sind in gewohnter Hollywood-Manier gedreht. Die Macher setzten auf "Techicolor", um dem Märchenabenteuer wärmere Töne zu geben. Die Kostüme sind aufwendig und originalgetreu konzipiert. Die Märchen aus "1001 Nacht" bilden die frei interpretierte Vorlage. Die kostspielige Produktion schafft es jedoch nicht, den Zuschauer mitfiebern zu lassen. Die Geschichte ist gut erzählt, die Bilder wunderschön und doch kommt die Magie des klassischen arabischen Märchens nicht auf.“
Der Kritiker des TV Guide sah eine typische Tausendundeine-Nacht-Geschichte mit guter Technik und einem leicht wirren Drehbuch. Er sei fast schon eine Parodie des Genres.